# Sanctuaire d'Erawan
Ne doit pas être confondu avec Musée d'Erawan.
Le sanctuaire d'Erawan, en thaï : ศาลพระพรหม, prononcé San Phra Phrom, est un sanctuaire hindouiste abritant une statue de Brahmâ. Il est situé à l'intersection des rues Ratchadamri et Ratchaprasong dans le district Pathum Wan de Bangkok, en Thaïlande. Erawan (thaï : เอราวัณ) est le nom thaï de l'éléphant mythologique Airavata, un éléphant blanc qui porte le dieu Indra dans la religion hindouiste.
Très couru par les Thaïlandais pour toutes sortes de prières et d'offrandes, le sanctuaire est un lieu très vénéré et surtout constamment animé. Une troupe de danseurs y fait des représentations presque continuelles pour honorer l'Esprit du lieu. Les adeptes trouvent sur place des vendeurs d'oiseaux à libérer pour gagner des mérites, des fleurs à offrir, des feuilles d'or pour coller sur la statue, etc.

## Histoire
Le sanctuaire d'Erawan a été construit en 1956 comme partie intégrante de l'hôtel Erawan (propriété gouvernementale), afin de conjurer le mauvais sort qu'on croyait causé par le fait d'avoir commencé les fondations à une date non propice. Une série d'incidents fâcheux avaient en effet retardé la construction et un astrologue fut consulté pour en déterminer les causes. De là l'établissement de ce sanctuaire. La statue de Brahmâ a été dessinée et construite par le ministère des Beaux-Arts et installée le 9 novembre 1956. La construction de l'hôtel a ainsi pu se poursuivre sans incident. 
En 1987, l'hôtel fut démoli et reconstruit pour devenir l'hôtel Grand Hyatt Erawan.
Vers 1 h le matin du 21 mars 2006, la statue de Brahmâ a été vandalisée par un homme de 27 ans, Thanakorn Pakdeepol, qu'on croit malade mentalement. Après avoir détruit la statue, l'homme fut assailli et tué par des témoins. Deux balayeurs de rue travaillant pour le district Pathum Wan ont été arrêtés. 
Des témoins ont dit que l'homme se tenait au pied de la statue de plâtre avec un gros marteau dans les mains, et qu'il l'a mise en pièces. La tête à quatre visages de la statue, ses six bras et ses armes ont été détruits. Seules la base et une partie des jambes ont été préservées. 
Le sanctuaire a été fermé puis rouvert avec des photographies de la statue pour permettre aux adorateurs de faire leurs dévotions. Une nouvelle statue a été installée le 21 mai 2006. Elle est faite de plâtre et d'un mélange d'or, de bronze et d'autres métaux précieux, ainsi que de morceaux de l'ancienne statue. Une autre statue, en métal celle-là, a été coulée dans le même moule et sera conservée au Musée National.
Lors de Attentat de Bangkok du 17 août 2015, une bombe explose à proximité du sanctuaire causant une vingtaine de morts et plus d'une centaine de blessés,,.

## Galerie de photos

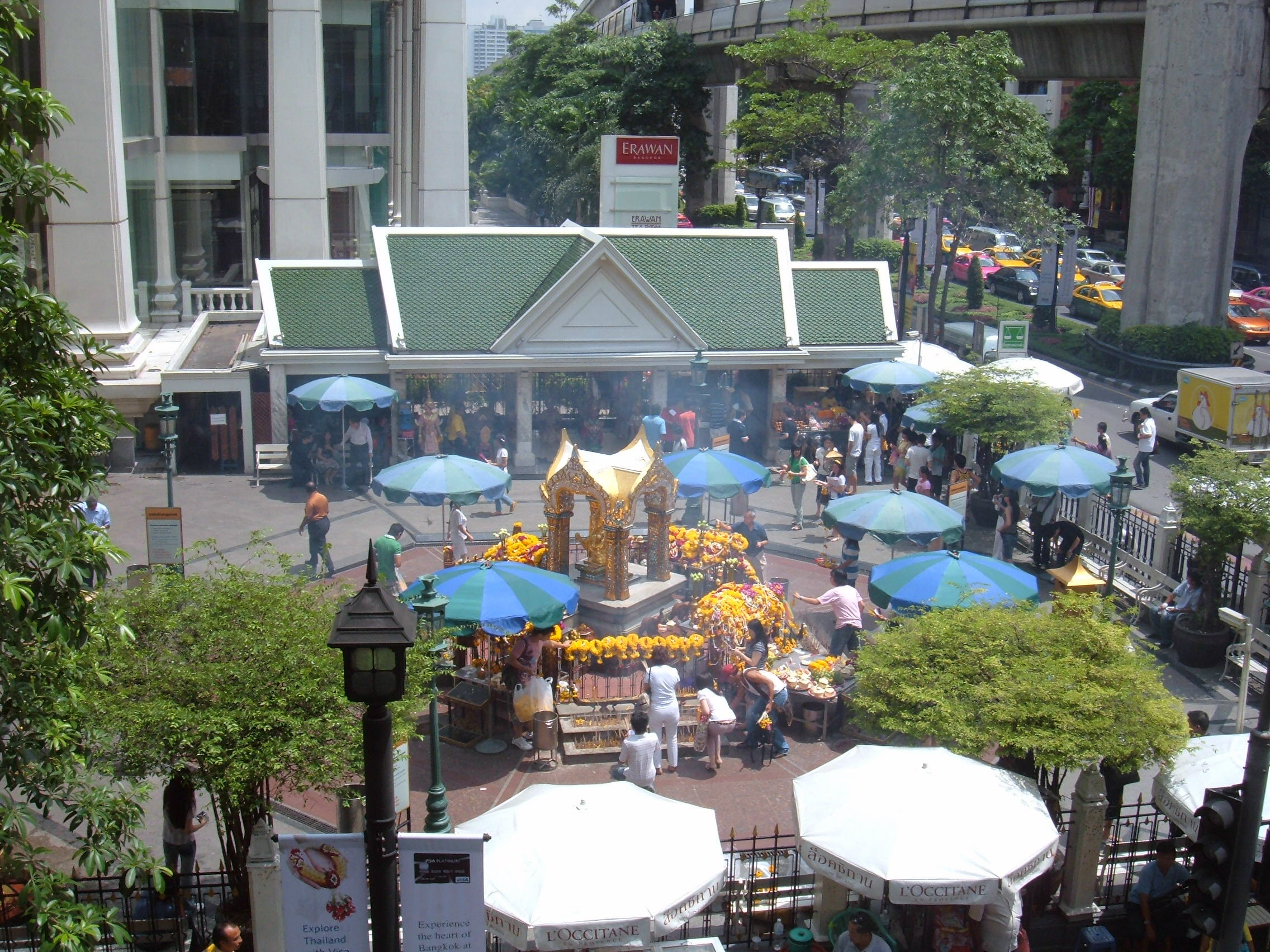
Vue générale.
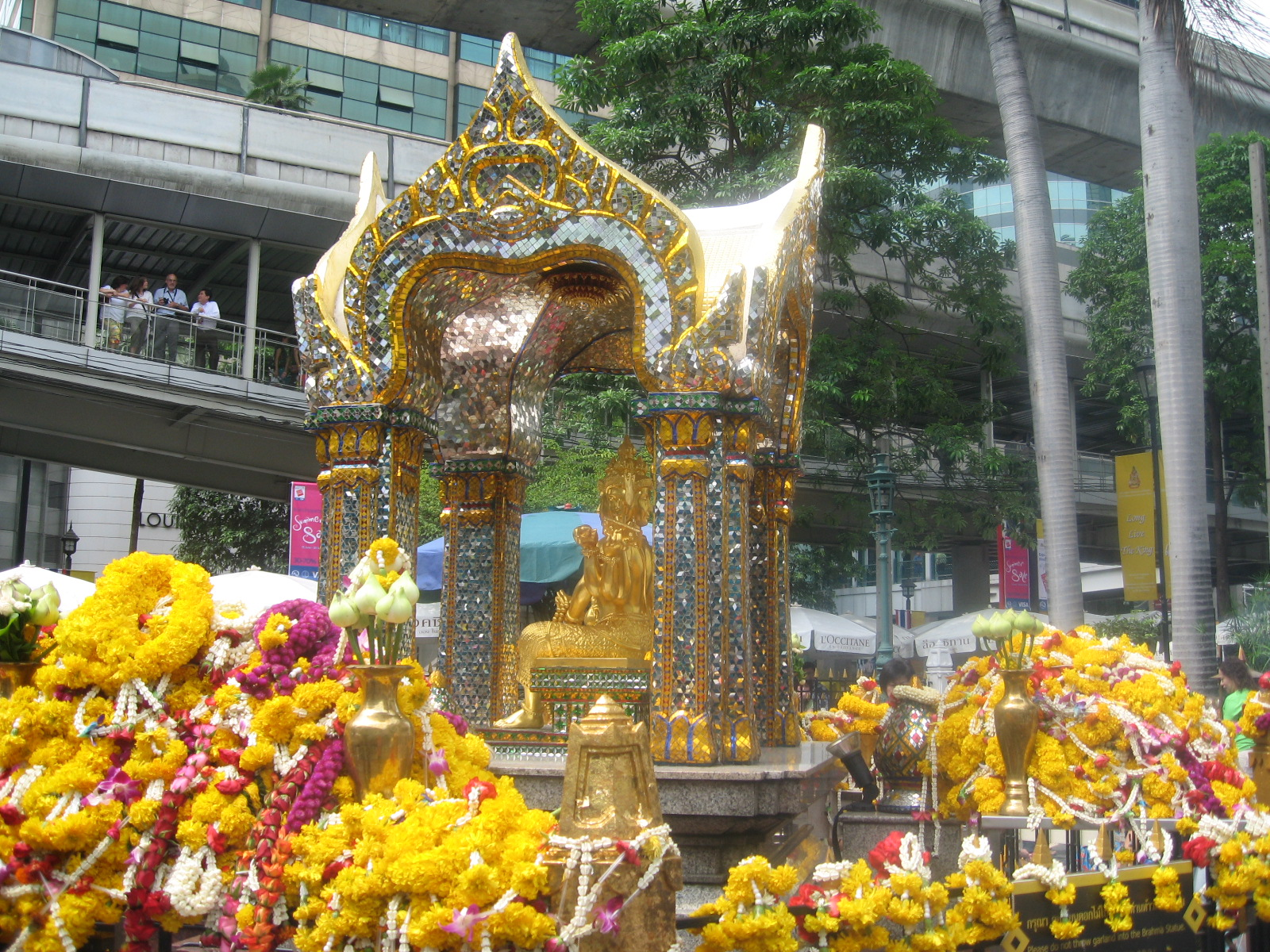
Vue de la statue avec le Skytrain à l'arrière-plan.
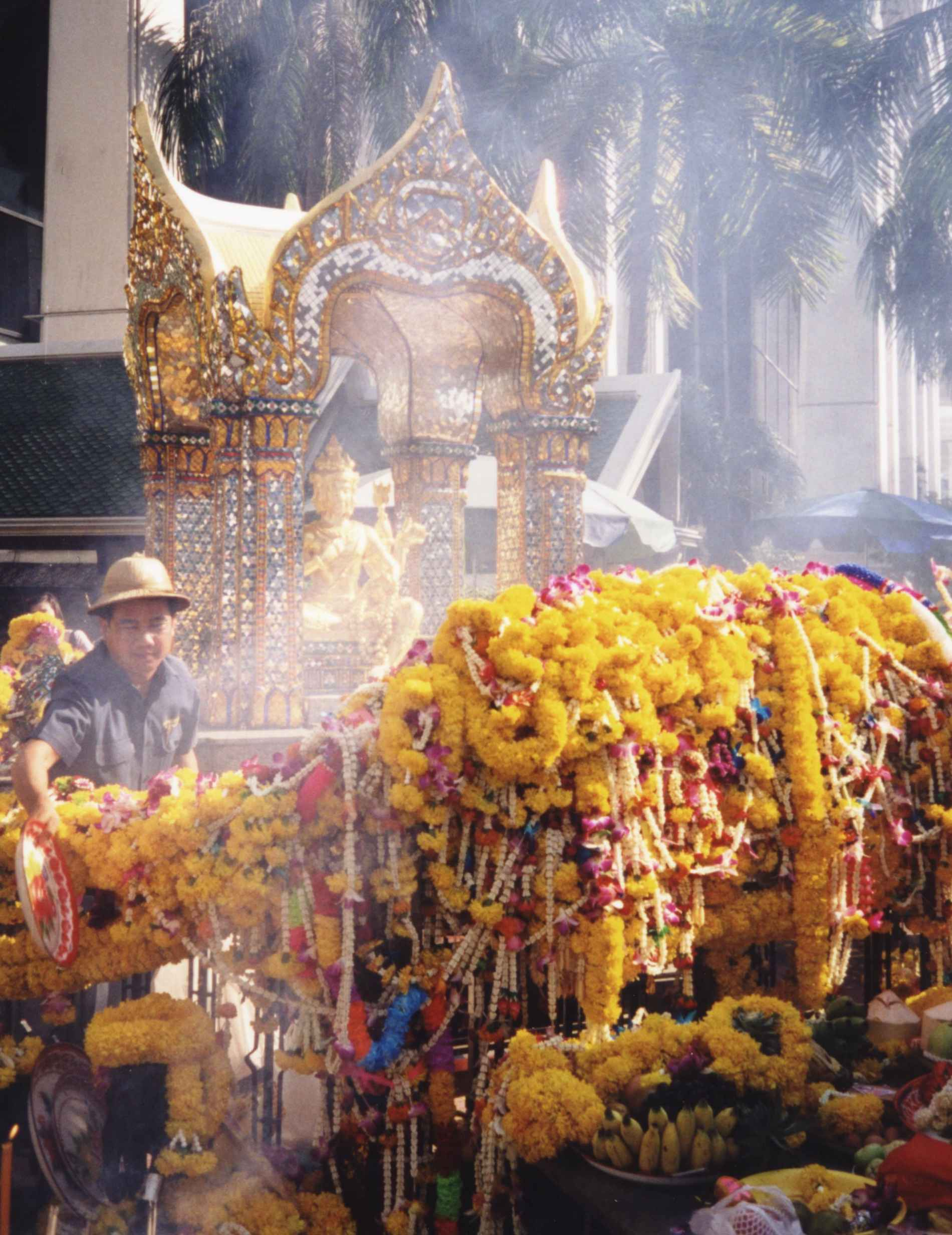
Fleurs et encens autour du sanctuaire.
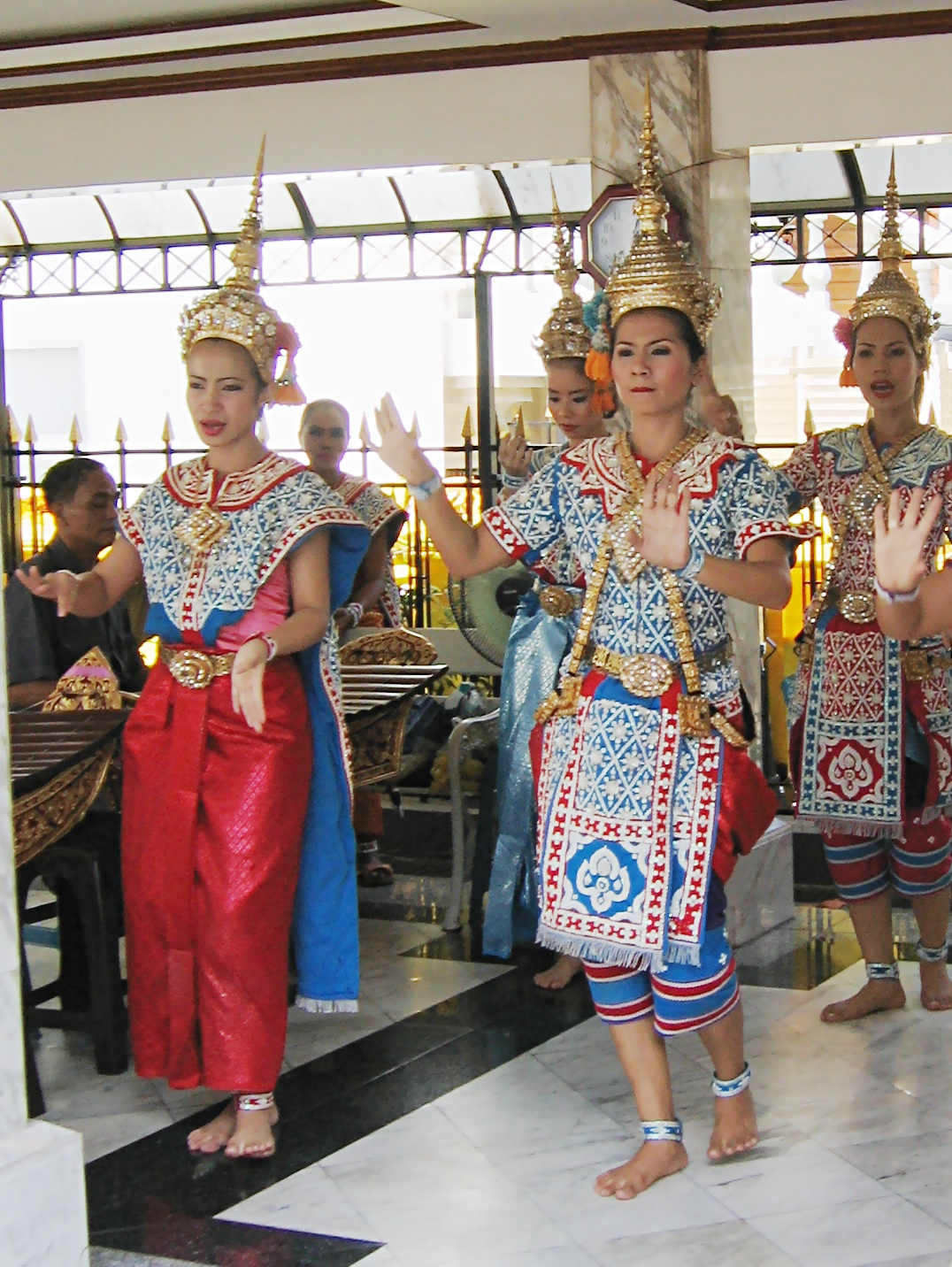
La troupe de danse thaï en représentation.
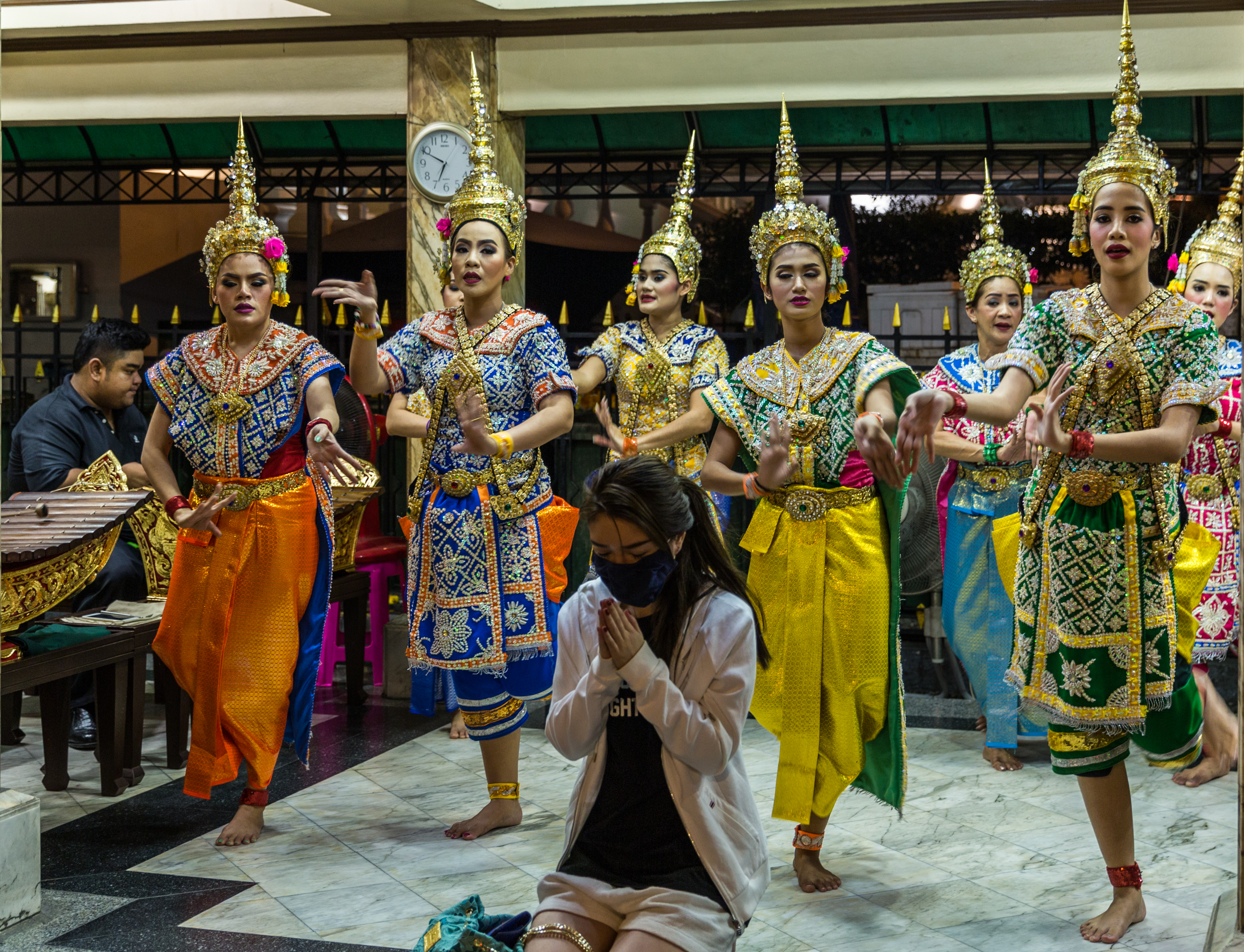
La troupe de danse thaï en représentation